# Leandra ovata
Leandra ovata är en tvåhjärtbladig växtart som beskrevs av Célestin Alfred Cogniaux. Leandra ovata ingår i släktet Leandra och familjen Melastomataceae. Inga underarter finns listade i Catalogue of Life.